# EPUBcat
ePUBcat va ser una plataforma digital que permetia descarregar llibres en format electrònic en llengua catalana, molts d’ells protegits per drets d’autor, a través de fitxers .torrent, enllaços eD2k i enllaços magnètics, que dificulten la retirada dels continguts. La plataforma operava sota el lema «Llegir ens fa més lliures». Va ser denunciada públicament el gener de 2015 per l’escriptor Quim Monzó, que hi va trobar diverses obres seves piratejades, com també les de molts altres autors contemporanis. El web allotjava milers de títols i incloïa manuals per eliminar el DRM dels llibres i escanejar-ne exemplars físics. La seva activitat va generar debat entre defensors dels drets d’autor i partidaris de la lliure circulació del coneixement. La pàgina va ser clausurada per ordre judicial a la primavera de 2015. Tot i el tancament de la pàgina, alguns usuaris van suggerir que el projecte podria continuar existint.
Membres del partit polític Pirates de Catalunya van defensar l’existència de plataformes com ePUBcat com a resposta a les limitacions d’accés a la cultura en format digital. Argumentaven que aquestes pràctiques sovint no tenen ànim de lucre i que reflecteixen una demanda insatisfeta per part dels lectors.